# 魚からダイオキシン!!
『魚からダイオキシン!!』（さかなからダイオキシン）は、1992年の日本映画。歌手の内田裕也が主演・企画・脚本を手掛けた映画で、歌手の宇崎竜童がメガホンを撮った異色作品である。1979年の若松孝二監督作『餌食』をアレンジしたリメイク映画でもある。
東京都知事選挙に関する映像は、内田が実際に1991年東京都知事選挙に出馬した時のものを使用している。

## あらすじ
しがない中年のロックンローラーYUYAは、都知事選に立候補するもあえなく落選。仕方なくニューヨークへ行くが、旅先で知り合ったクルド人のミュージシャンに衝撃と感銘を受け、帰国する。日本に紹介しようとかつての仲間だったNAKANEに売り込むが、以前とは違い今や大物になって業界を牛耳る存在にまでなった彼には、YUYAは目障りな存在でしかなく、かつての恋人アサミはクスリ漬けにされ、ヘロインを横流しさせていた。その事実を知ったYUYAは激しい怒りと失望を覚える。

## スタッフ
- 製作：小口健二
- 企画・脚本：内田裕也
- プロデューサー：海野義幸
- 監督：宇崎竜童
- 原作：荒井晴彦、高橋伴明、高田純、小水一男
- 音楽：大野克夫
- 撮影：長田勇市
- 照明：豊見山明長
- 美術：山崎輝
- 録音：杉崎喬
- 編集：村本勝
- 助監督：上山勝
- スチール：目黒祐司
- 製作協力：須崎一夫、田名部太郎、朝隈敏行

## キャスト
- YUYA：内田裕也
- ケンジ：本木雅弘
- リエ：溝渕美保
- ケンジロウ：佐藤慶
- アサミ：高沢順子
- 乱暴者のスター：ミニミニ長渕
- 女性アイドルグループ：C.C.ガールズ
- ヨコヤマ：横山やすし
- 我妻：ビートたけし（ビートたけし本人が監督・主演した映画『その男、凶暴につき』の主人公で、本作の映像の一部も使われている）
- YUYAバンドのメンバー：三原康可
- 高田文夫